# 勞姆 (伊利諾伊州)
勞姆（英語：Raum）是位於美國伊利諾伊州波普縣的一個非建制地區。該地的面積和人口皆未知。

## 地理
勞姆的座標為37°27′48″N 88°31′15″W / 37.46333°N 88.52083°W，而該地的平均海拔高度為199米（即653英尺）。